# Niebezpieczny człowiek
Niebezpieczny człowiek (ang. A Dangerous Man) – amerykański film akcji z 2009 roku oparty na scenariuszu i reżyserii Keoni Waxman. Wyprodukowany przez Paramount Home Entertainment.
Światowa premiera filmu w Wielkiej Brytanii miała miejsce 28 grudnia 2009 roku, natomiast w USA 9 lutego 2010 roku.

## Opis fabuły
Shane Daniels (Steven Seagal), były wojskowy, trafia do więzienia za zabójstwo. Wychodzi po sześciu latach, ponieważ znaleziono dowody jego niewinności. W ramach rekompensaty stan Arizona wypłaca mu 300 tysięcy dolarów. Ale Shane znów pakuje się w kłopoty. On i młody chłopak Sergey są świadkami zamordowania policjanta przez dwóch członków chińskiej mafii.

## Obsada
- Steven Seagal jako Shane Daniels
- Byron Mann jako pułkownik
- Jesse Hutch jako Sergey
- Marlaina Mah jako Tia
- Vitaly Kravchenko jako Vlad
- Byron Lawson jako Mao
- Jerry Wasserman jako Ritchie
- Mike Dopud jako Clark
- Vincent Cheng jako wujek Kuan
- Aidan Dee jako Holly, żona Shane'a